# Daniëlle Vanwesenbeeck
Daniëlle Vanwesenbeeck (Antwerpen, 3 juli 1972) is een Belgisch onderneemster en oprichter van MasterMail.

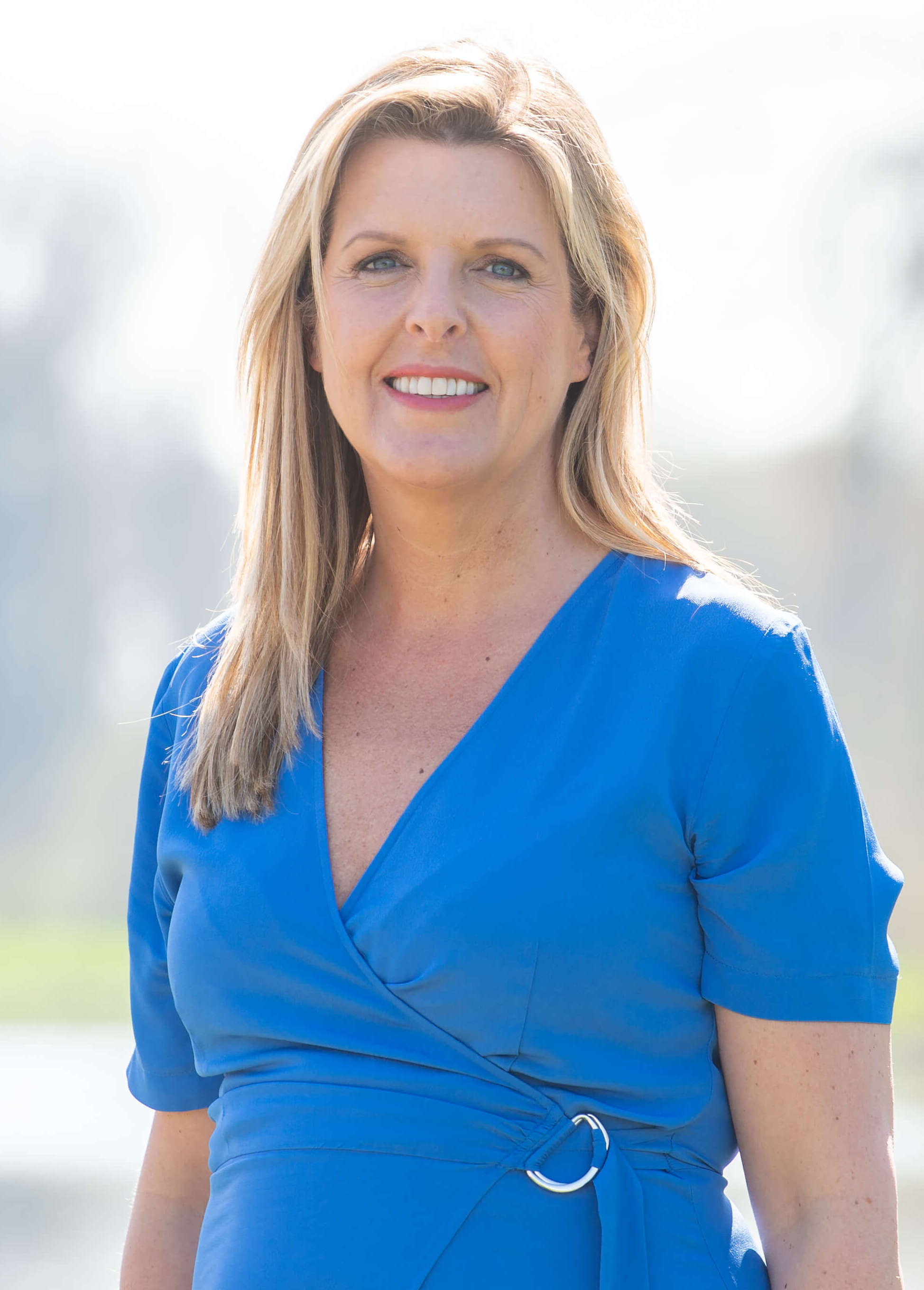
Daniëlle Vanwesenbeeck

## Levensloop
Vanwesenbeeck studeerde geschiedenis aan de Katholieke Universiteit Leuven, waarna ze van 1998 tot 2003 accountmanager werd bij Direct Link. Sinds 2004 is ze actief als onderneemster van het Leuvense bedrijf MasterMail, dat ze zelf heeft opgericht en gespecialiseerd is in Direct Marketing. Ze schreef opinies over ondernemen voor De Tijd en is sinds 2017 vast columniste voor Trends. In 2012 won ze de Womed Award voor haar vrouwelijk ondernemerschap.. Van 2015 tot 2018 was ze eveneens bestuurder van Flanders DC en sinds 2021 is zij voorzitter van Voka Vlaams-Brabant.
Bij de Vlaamse verkiezingen van 25 mei 2014 stond Daniëlle Vanwesenbeeck op de eerste opvolgersplaats in de kieskring Vlaams-Brabant voor Open Vld. Op 25 januari 2017 volgde ze Gwendolyn Rutten op als Vlaams Parlementslid, die ontslag nam om zich als partijvoorzitster van Open Vld op de lokale verkiezingen van oktober 2018 te concentreren. Vanwesenbeeck werd er lid van de commissie voor Economie, Werk, Sociale Economie, Innovatie en Wetenschapsbeleid. In het Vlaams Parlement waren haar kernthema's het kmo-beleid en het ondernemerschap. Bij de verkiezingen van mei 2019 stond ze op de vierde plaats op de Vlaams-Brabantse lijst voor de Kamer van volksvertegenwoordigers. Vanwesenbeeck raakte echter niet verkozen. 
Van januari tot augustus 2019 was ze ook gemeenteraadslid van Lubbeek. In augustus 2019 verliet ze de lokale politiek, naar eigen zeggen omdat ze geen voldoening haalde uit haar mandaat van gemeenteraadslid.